# Trichocerca vassilijevae
Trichocerca vassilijevae är en hjuldjursart som beskrevs av Ludmila A. Kutikova och Arov 1985. Trichocerca vassilijevae ingår i släktet Trichocerca och familjen Trichocercidae. Inga underarter finns listade i Catalogue of Life.